# Cimitra
Cimitra is een geslacht van vlinders van de familie echte motten (Tineidae), uit de onderfamilie Hapsiferinae.

## Soorten
- C. efformata (Gozmány, 1965)
- C. estimata (Gozmány, 1965)
- C. fetialis (Meyrick, 1917)
- C. horridella (Walker, 1863)
- C. platyloxa (Meyrick, 1930)
- C. spinignatha (Gozmány, 1968)
- C. texturata (Gozmány, 1967)